# Australian Capital Territory
Het Australian Capital Territory (vaak afgekort tot ACT) is het Australisch Hoofdstedelijk Territorium. Het is een klein, zelfbesturend gebied, gecreëerd naar het voorbeeld van het District of Columbia in de VS, voor het bouwen van de federale hoofdstad van het Gemenebest van Australië, Canberra. Het ligt in het zuidelijke gedeelte van de deelstaat New South Wales tussen Sydney en Melbourne.
Het gebied werd in 1911 afgestaan door New South Wales, twee jaar voordat Canberra de officieel hoofdstad van het land werd. Omdat Canberra niet aan zee grenst, werd in 1915, ook van New South Wales, het gebied van het Jervisbaaiterritorium gekocht. Dit omdat de grondwet voorschrijft dat een deelstaatshoofdstad toegang tot zee moet hebben in verband met mogelijke aanvallen door vijandige mogendheden.
Het heeft tot 1927 geduurd voordat het Australische parlement naar zijn tijdelijke gebouw in Canberra kon verhuizen. De tijdelijke federale hoofdstad was tot dan Melbourne geweest, waar het federale parlement vanaf 1901 het parlementsgebouw van de voormalige kolonie Victoria had gebruikt. Het heeft tot na de Tweede Wereldoorlog geduurd, voordat alle federale departementen naar Canberra waren verhuisd.
Het gebied werd bestuurd op federaal niveau, aanvankelijk door het ministerie van binnenlandse zaken (Department of the Interior) en later door het Department of the Capital Territory, tot 1989 toen het zelfstandigheid verwierf. Dit gold echter alleen voor het Australian Capital Territory zelf, het Jervisbaaiterritorium maakt geen deel uit van het zelfstandig geworden gebied.